# Украинофобия
Украинофобията се състои в негодуванието срещу Украйна и украинци, взимане на решения и извършване на действия, унижаващи държавата, украинския народ, култура, език, история и традиции.
Разпространена е широко в Полша и бившите социалистически републики, главно в Русия и части от Източна Украйна.